# Юрий Дмитриевич (посадник)
Юрий (Георгий) Дмитриевич — посадник новгородский конца XIV и начала XV века.
Упоминается в перечне посадников в первой новгородской летописи.
В 1398 году вместе с другими посадниками, боярами, детьми боярскими, житьими людьми и купеческими детьми посадник Юрий Дмитриевич участвовал в депутации к архиепископу новгородскому Иоанну о благословении вернуть к Новгороду и к св. Софии Двинские и Заволочские волости, завоеванные и отобранные великим князем Василием Первым Дмитриевичем; благословение Владыки было получено.
В 1407 году Юрий Дмитриевич вместе со своим братом Яковом построил каменную церковь «Чюдо архангела Михаила в Хонех в Аркажи монастыри».
Юрий Дмитриевич скончался в 1410 году в городе Новгороде.

## Комментарии
1. ↑  Издание Императорской археографической комиссии. — С. 442[1].